# Teresa Wright
Muriel Teresa Wright (født 27. oktober 1918, død 6. marts 2005) var en amerikansk teater-, tv- og filmskuespiller. Hun var nomineret to gange til en Oscar for bedste kvindelige birolle: Første gang i 1941 for sin debutfilm i De små ræve. Året efter vandt hun en Oscar for sin rolle i Mrs. Miniver. Samme år modtog hun også en nominering til en Oscar for bedste kvindelige hovedrolle for sin præstation i Når mænd er bedst, hvor hun spillede over for Gary Cooper. Hun er også kendt for sin medvirken i Alfred Hitchcocks I tvivlens skygge og William Wylers De bedste år.
Wright modtog tre Emmy Award-nomineringer for sine præstationer i Playhouse 90s originale tv-version af The Miracle Worker, i Breck Sunday Showcase-filmen The Margaret Bourke-White Story og i CBS-dramaserien Dolphin Cove. Hun var vellidt af førende filminstruktører, herunder William Wyler, som kaldte hende den mest lovende skuespillerinde, han havde instrueret, og Alfred Hitchcock, der beundrede hendes grundige forberedelse og rolige professionalisme.

## Opvækst
Muriel Teresa Wright blev født den 27. oktober 1918 i Harlem, New York City, som datter af Martha (født Espy) og Arthur Hendricksen Wright, en forsikringsagent. Hendes forældre blev separeret, da hun var ung. Hun voksede op i Maplewood, New Jersey, hvor hun gik på Columbia High School. Efter at have set Helen Hayes medvirke i Victoria Regina på Broadhurst Theatre i New York i 1936 blev Wright interesseret i skuespil og begyndte at spille hovedroller i skolespil.
Hun modtog et stipendium til Wharf Theatre i Provincetown, Massachusetts, hvor hun var praktikant over to somre.  Efter at have taget sin High school-eksamen i 1938 rejste hun til New York, ændrede sit navn til "Teresa Wright" og blev ansat som dubleant for Dorothy McGuire og Martha Scott i rollen som Emily i Thornton Wilders opsætning af Our Town på Henry Millers teater. Hun overtog rollen, da Scott tog til Hollywood for at indspille filmatiseringen af stykket.

## Karriere
I efteråret 1939 begyndte Wright en toårig medvirken i skuespillet Life with Father i rollen som Mary Skinner. Det var der, at hun blev opdaget af Samuel Goldwyn, som kom for at se hende i forestillingen, hun havde været med i næsten et år. Goldwyn erindrede senere sit første møde med hende bag scenen:
| Citat | Miss Wright was seated at her dressing table, and looked for all the world like a little girl experimenting with her mother's cosmetics. I had discovered in her from the first sight, you might say, an unaffected genuineness and appeal. | Citat |
|       | |       |

Goldwyn antog straks den unge skuespillerinde til rollen som Bette Davis' datter i filmatiseringen fra 1941 af Lillian Hellmans De små ræve og underskrev en femårig Hollywood-kontrakt med hende for Goldwyn Studios. Wright insisterede på sit alvor som skuespiller og fik indført, at hendes kontrakt indeholdt unikke klausuler efter datidens Hollywood-standarder:
| Citat | The aforementioned Teresa Wright shall not be required to pose for photographs in a bathing suit unless she is in the water. Neither may she be photographed running on the beach with her hair flying in the wind. Nor may she pose in any of the following situations: In shorts, playing with a cocker spaniel; digging in a garden; whipping up a meal; attired in firecrackers and holding skyrockets for the Fourth of July; looking insinuatingly at a turkey for Thanksgiving; wearing a bunny cap with long ears for Easter; twinkling on prop snow in a skiing outfit while a fan blows her scarf; assuming an athletic stance while pretending to hit something with a bow and arrow. | Citat |
|       | |       |

I 1941 blev Wright nomineret til en Oscar for bedste kvindelige birolle for sin filmdebut i De små ræve. Det følgende år blev hun nomineret igen, denne gang for bedste kvindelige hovedrolle for Når mænd er bedst, hvor hun spillede over for Gary Cooper som hustru til Lou Gehrig. Samme år vandt hun en Oscar for bedste kvindelige birolle som svigerdatter til Greer Garsons figur i Mrs. Miniver. Wright er en af kun ni skuespillere, der er blevet nomineret i begge kategorier i samme år. Hendes tre Oscar-nomineringer og en Oscar i hendes første tre film er en unik præstation. Hun er den eneste skuespiller, der har modtaget Oscar-nomineringer for sine tre første film.
I 1943 optrådte Wright i den roste Universal-film I tvivlens skygge, instrueret af Alfred Hitchcock. Her spiller hun en uskyldig ung kvinde, der opdager, at hendes elskede onkel (Joseph Cotten) er seriemorder. Hitchcock mente, at Wright var en af de mest intelligente skuespillere, han havde arbejdet med. Hitchcocks instruktion fremdrog hendes livlighed, varme og ungdommelige idealistiske egenskaber, hvilket var ualmindeligt iblandt Hitchcocks heltinder. I 1946 leverede Wright en anden bemærkelsesværdig præstation i William Wylers De bedste år. Det er en prisbelønnet film om en soldats problemer med at vænne sig til det almindelige liv igen efter deltagelse i anden verdenskrig. Kritikeren James Agee roste hendes præstationer i The Nation:
| Citat | This new performance of hers, entirely lacking in big scenes, tricks, or obstreperousness—one can hardly think of it as acting—seems to me one of the wisest and most beautiful pieces of work I have seen in years. If the picture had none of the hundreds of other things it has to recommend it, I could watch it a dozen times over for that personality and its mastery alone. | Citat |
|       | |       |

Fire år senere kom hun til at optræde i en anden historie om krigsveteraner, Fred Zinnemanns Stækkede vinger, hvor Marlon Brando fik sin filmdebut. I 1947 optrådte Wright i westernfilmen Forfulgt over for Robert Mitchum. Den sørgmodige "freudianske western" blev skrevet af hendes første mand Niven Busch. Det følgende år spillede hun sammen med David Niven, Farley Granger og Evelyn Keyes i Fortryllelse, der er en historie om to generationer af elskende i parallelle forhold. Wright modtog fornemme anmeldelser for sin præstation. Newsweek skrev: "Miss Wright, en af filmens fineste, lyser som Askepot, der fanger tre mænd." Og New York Times opsummerede: "Teresa Wright spiller med den åndeløse, klarøjede begejstring, som hun så overbevisende behersker."
I december 1948 gjorde Teresa Wright oprør mod studiesystemet, der havde opbygget hendes berømmelse, og hun havde et offentligt skænderi med Samuel Goldwyn, hvilket resulterede i ophævelsen af Wrights kontrakt med hans studie. I en erklæring offentliggjort i The New York Times gav Goldwyn som begrundelse for hans modstand mod at udsende filmen Fortryllelse, at hun var "usamarbejdsvillig" og nægtede at "følge rimelige anvisninger". I sit skriftlige svar benægtede Wright Goldwyns anklager og udtrykte ingen fortrydelse over at miste sin kontrakt på $ 5.000 pr. uge.
| Citat | I would like to say that I never refused to perform the services required of me; I was unable to perform them because of ill health. I accept Mr. Goldwyn's termination of my contract without protest—in fact, with relief. The types of contracts standardized in the motion picture industry between players and producers are archaic in form and absurd in concept. I am determined never to set my name to another one ... I have worked for Mr. Goldwyn seven years because I consider him a great producer, and he has paid me well, but in the future I shall gladly work for less if by doing so I can retain my hold upon the common decencies without which the most glorified job becomes intolerable. | Citat |
|       | |       |

Året efter huskede Wright episoden således, i et interview med The New York Post: "Jeg skulle være Jeanne d'Arc, men i stedet beviste jeg, at jeg var en skuespiller, der godt ville arbejde for færre penge." For sin næste film, Stækkede vinger, modtog hun $ 20.000, i stedet for de $ 125.000, hun tidligere ville have forlangt.
I 1950'erne medvirkede Wright i flere film uden stor succes, herunder Flugten, Angsten i blodet, California Conquest, The Steel Trap, Count the Hours, The Actress og Track of the Cat over for Robert Mitchum igen. Trods de dårlige billetsalg for disse film blev Wrights præstationer oftest rost. I slutningen af årtiet begyndte Wright at arbejde hyppigere på tv og teater. Hun blev nomineret til Emmy Awards for sine medvirkener i Playhouse 90s originale tv-version af The Miracle Worker og i Breck Sunday Showcase-produktionen af The Margaret Bourke White Story. I 1955 spillede hun Doris Walker i The 20th Century Fox Hour-genindspilningen af klassikeren fra 1947, Miracle on 34th Street, over for MacDonald Carey og Thomas Mitchell.
Den 8. februar 1960 blev Wright optaget på Hollywood Walk of Fame med to stjerner: En for film på Vine Street 1658 og en for tv på Hollywood Boulevard 6405.
I 1960'erne vendte Wright tilbage til New York-scenen, hvor hun optrådte i tre skuespil: Mary, Mary på Helen Hayes Theatre i rollen som Mary McKellaway, I Never Sang for My Father på Longacre Theatre i rollen som Alice, og Who's Happy Now? på Village South Theatre i rollen som Mary Hallen. I denne periode turnerede hun også over hele USA i teaterproduktioner af Mary, Mary, Tchin-Tchin i rollen som Pamela Pew-Picket og The Locksmith i rollen som Katherine Butler Hathaway. Ud over sit scenearbejde medvirkede Wright i en række tv-udsendelser i dette årti, herunder i episoder af The Alfred Hitchcock Hour på CBS, Bonanza på NBC, The Defenders på CBS og CBS Playhouse.
I 1975 optrådte Wright i Broadway-genopsætningen af En sælgers død og i 1980 i genopsætningen af Mornings at Seven, hvor hun vandt en Drama Desk Award som en del af Outstanding Ensemble Performance. I 1989 modtog hun sin tredje Emmy Award-nominering for sin præstation i CBS-dramaserien Dolphin Cove.

## Senere liv
Wrights senere filmoptrædener omfattede en stor rolle i Somewhere in Time, rollen som bedstemoren i The Good Mother med Diane Keaton og rollen som Miss Birdie i John Grishams The Rainmaker, instrueret af Francis Ford Coppola.
I sit sidste årti levede Wright et stille liv i sit hjem i New England i byen Bridgewater, Connecticut, i Litchfield County, og stillede lejlighedsvis op på filmfestivaler og andre begivenheder, eksempelvis i forbindelse med New York Yankees. I 1996 fortalte hun om Alfred Hitchcock på Edinburgh International Film Festival, og i 2003 medvirkede hun ved Oscaruddelingen i en del, der hyldede tidligere Oscar-vindere.

## Død
Teresa Wright døde den 6. marts 2005 af et hjerteanfald på Yale-New Haven Hospital i Connecticut i en alder af 86 år. Hun er begravet på Evergreen Cemetery i New Haven.

## Privatliv
Wright var 1942-1952 gift med forfatteren Niven Busch. De fik to børn: En søn, Niven Terence Busch, født 2. december 1944, og en datter, Mary Kelly Busch, født 12. september 1947. Hun giftede sig i 1959 med dramatikeren Robert Anderson. De blev skilt i 1978, men holdt et nært forhold frem til slutningen af hendes liv.
Hun har to børnebørn, hvoraf den ene, Jonah Smith, hjalp med at producere Darren Aronofskys film Pi og Requiem for a Dream. I 1998 ledsagede Smith sin bedstemor til Yankee Stadium, da hun blev inviteret til at kaste den traditionsfyldte første bold. Det var hendes første besøg på stadionet. Hendes optræden i Pride of Yankees havde udløst en interesse for baseball og gjort hende til Yankees-fan. Efter Wrights død i 2005 blev hendes navn, på grund af hendes dybtfølte præstation i den film, læst op på Old Timer's Day den 5. juli 2005 sammen med navne på spillere og andre medlemmer af Yankees-familien, der var gået bort i det forløbne år.
I 2016 udkom biografien A Girl's Got To Breathe: The Life of Teresa Wright af Donald Spoto. Forfatteren, en nær ven af Wright gennem mere end 30 år, havde af Wrights familie fået eksklusiv adgang til Wrights papirer og korrespondance. Publishers Weekly (7. december 2015) kaldte biografien "et engagerende og intimt portræt". Library Journal (1. februar 2016) roste også bogen som "en kærlig hyldest til et skammeligt forsømt talent".

## Filmografi[14]
| År   | Titel                                             | Rolle                          | Instruktør           | Noter                                              |
| ---- | ------------------------------------------------- | ------------------------------ | -------------------- | -------------------------------------------------- |
| 1941 | De små ræve                                       | Alexandra Giddens              | William Wyler        | Nomineret – Oscar for bedste kvindelige birolle    |
| 1942 | Mrs. Miniver                                      | Carol Beldon                   | William Wyler        | Oscar for bedste kvindelige birolle                |
| 1942 | Når mænd er bedst                                 | Eleanor Twitchell-Gehrig       | Sam Wood             | Nomineret – Oscar for bedste kvindelige hovedrolle |
| 1943 | I tvivlens skygge                                 | Charlotte "Charlie" Newton     | Alfred Hitchcock     |                                                    |
| 1944 | Casanova i knibe                                  | Isabel Drury                   | Sam Wood             |                                                    |
| 1946 | De bedste år                                      | Peggy Stephenson               | William Wyler        |                                                    |
| 1947 | Forfulgt                                          | Thorley Callum                 | Raoul Walsh          |                                                    |
| 1947 | The Imperfect Lady                                | Millicent Hopkins              | Lewis Allen          |                                                    |
| 1947 | The Trouble with Women                            | Kate Farrell                   | Sidney Lanfield      |                                                    |
| 1948 | Fortryllelse                                      | Lark Ingoldsby                 | Irving Reis          |                                                    |
| 1950 | Flugten                                           | Ellen Tevlin Vanner            | John Sturges         |                                                    |
| 1950 | Stækkede vinger                                   | Ellen "Elly" Wilosek           | Fred Zinnemann       |                                                    |
| 1952 | Angsten i blodet                                  | Edna Miller                    | George Stevens       |                                                    |
| 1952 | California Conquest                               | Julie Lawrence                 | Lew Landers          |                                                    |
| 1952 | The Steel Trap                                    | Laurie Osborne                 | Andrew L. Stone      |                                                    |
| 1953 | Count the Hours                                   | Ellen Braden                   | Don Siegel           |                                                    |
| 1953 | The Actress                                       | Annie Jones                    | George Cukor         |                                                    |
| 1954 | Track of the Cat                                  | Grace Bridges                  | William A. Wellman   |                                                    |
| 1956 | The Search for Bridey Murphy                      | Ruth Simmons                   | Noel Langley         |                                                    |
| 1957 | Forsvundet i Japan                                | Mary Saunders                  | Arthur Lubin         |                                                    |
| 1958 | De unge år                                        | Elizabeth Grant                | Helmut Käutner       |                                                    |
| 1964 | The Alfred Hitchcock Hour: "Three Wives Too Many" | Marion Brown                   | Joseph Newman        |                                                    |
| 1964 | The Alfred Hitchcock Hour: "Lonely Place"         | Stella                         | Harvey Hart          |                                                    |
| 1969 | Hail, Hero!                                       | Santha Dixon                   | David Miller         |                                                    |
| 1969 | Happy Ending                                      | Mrs. Spencer                   | Richard Brooks       |                                                    |
| 1972 | Crawlspace                                        | Alice Graves                   | John Newland         | Tv-film                                            |
| 1974 | The Elevator                                      | Edith Reynolds                 | Jerry Jameson        | Tv-film                                            |
| 1976 | Flood!                                            | Alice Cutler                   | Earl Bellamy         | Tv-film                                            |
| 1977 | Roseland                                          | May (The Waltz)                | James Ivory          |                                                    |
| 1980 | Somewhere in Time                                 | Laura Roberts                  | Jeannot Szwarc       |                                                    |
| 1983 | Bill: On His Own                                  | Mae Driscoll                   | Anthony Page         | Tv-film                                            |
| 1987 | The Fig Tree                                      | Miranda's Grandmother          | Calvin Skaggs        | Tv-film                                            |
| 1988 | The Good Mother                                   | Grandmother                    | Leonard Nimoy        |                                                    |
| 1990 | Perry Mason: The Case of the Desperate Deception  | Helene Berman                  | Christian I. Nyby II | Tv-film                                            |
| 1993 | The Red Coat                                      |                                | Robin Swicord        | Kortfilm                                           |
| 1997 | The Rainmaker                                     | Colleen "Miss Birdie" Birdsong | Francis Ford Coppola |                                                    |